# آنا پوغوسیان
آنا پوغوسیان (گرجی: ანა პოღოსიანი؛ زادهٔ ۱۴ ژوئیهٔ ۱۹۸۴) بازیکن بازنشسته راگبی ۷ نفره و بازیکن فوتبال شاغل در پست مهاجم ارمنی‌تبار اهل گرجستان است.

## تیم ملی
وی همچنین در تیم ملی فوتبال زنان گرجستان بازی کرده‌است.